# Gaetana Sterni
Gaetana (Cajetana) Sterni (* 26. Juni 1827 in Cassola; † 26. November 1889 in Bassano del Grappa) war eine italienische Ordensschwester und Ordensgründerin. Sie wurde von der römisch-katholischen Kirche seliggesprochen.

## Leben
Gaetana Sterni wurde am 26. Juni 1827 als eines von sechs Kindern geboren. Ihr Vater Giovanni Battista Sterni war Verwaltungsbeamter in einer Behörde und lebte mit seiner Frau Giovanna Chiuppani in guten Verhältnissen. 1835 zog die Familie nach Bassano del Grappa. Hier folgten einige Schicksalsschläge, nach kurzer schwerer Krankheit verstarb ihr Vater, und auch ihre Schwester Margherita im Alter von nur 18 Jahre. Für die finanzielle Sicherung der Familie musste nun ihr junger Bruder Francesco sorgen.
Ihre Mutter hatte sie im Glauben erzogen, sie wurde in ihrer Umgebung geschätzt und geachtet. Mit 16 Jahren lernte sie einen Unternehmer kennen; der Witwer hatte aus erster Ehe drei Kinder. Nach reiflicher Überlegung heiratete Gaetana den adeligen Geschäftsmann. Das Paar lebte in Zufriedenheit und Eintracht, Gaetana versorgte und liebte die Kinder, als wären es ihre eigenen. Als Gaetana ihr erstes Kindes erwartete, erkrankte ihr Ehemann und starb noch vor der Geburt des Kindes. Auch das Kind starb schon wenige Tage nach der Geburt. Die Familie ihres verstorbenen Mannes sorgte mit Gerüchten und Verdächtigungen für ein gestörtes Verhältnis. Schließlich gelang es den Familienangehörigen, Gaetana aus dem Haus zu weisen und sie von ihren Stiefkindern zu trennen. Mit 19 Jahren kehrte sie nach Bassano zurück.
1847, im Alter von 20 Jahren spürte sie das Verlangen zu einem religiösen Leben. Sie trat ins bei den Canossianerinnen in Bassano del Grappa ins Postulat ein. Da ihre Mutter schwer erkrankte, verließ sie nach knapp fünf Monaten das Kloster wieder und übernahm die Pflege ihrer Mutter, die jedoch kurze Zeit später starb. Nun musste Gaetana für ihre jüngeren Geschwister sorgen. Im Alter von 26 Jahren trat sie in Bassano eine Pflegestelle in einem Heim für Bettler und Obdachlose an, später übernahm sie die Heimleitung. Schon während dieser Zeit führte sie ein Leben nach den evangelischen Räten.

## Ordensgründung
Im Obdachlosenheim begann Gaetana 1853 mit dem Aufbau einer Kongregation, die zunächst den Namen „Töchter des Göttlichen Willens“ trug. Zusammen mit zwei Mitschwestern legte sie 1860 die Ordensgelübde ab. Später nannte sich die Kongregation mit päpstlicher Genehmigung Schwestern vom Göttlichen Willen. Madre (Mutter) Gaetana übte ihr Amt über 36 Jahre aus.

## Seligsprechung
Mutter Gaetana verstarb am 26. November 1889, ihre letzte Ruhestätte fand sie im Mutterhaus in Bassano del Grappa. Sie wurde zusammen mit Giovanni Antonio Farina, der ihr Diözesanbischof war, seliggesprochen. Ihr Gedenktag in der Liturgie ist der 26. November. Am Tage der Seligsprechung führte Papst Johannes Paul II. aus:

„Auch die sel. Gaetana Sterni widmete sich den Ausgegrenzten und Leidenden mit unermüdlicher Liebe, denn sie hatte erkannt, dass der Wille Gottes immer die Liebe ist. Ihre Brüder und Schwestern behandelte sie immer mit der Fürsorge und Zuneigung all jener, die in ihrem Dienst an den Armen dem Herrn selbst dienen. Zum gleichen Ideal ermahnte sie ihre geistigen Töchter, die »Suore della Divina Volonta«; sie forderte sie in den von ihr verfassten Regeln dazu auf, »bereit und zufrieden zu sein, Entbehrungen, Mühen und jedes Opfer auf sich zu nehmen, nur um dem bedürftigen Nächsten zu helfen in allem, was der Herr von ihnen verlangen konnte«. Das Zeugnis der Nächstenliebe im Geiste des Evangeliums, das die sel. Gaetana Sterni gegeben hat, spornt jeden Gläubigen dazu an, den Willen Gottes zu suchen in einer vertrauensvollen Hingabe an Ihn und im großherzigen Dienst an den Brüdern.“